# Deutsche Feldhandball-Meisterschaft der Frauen 1934/35
Die Deutsche Feldhandball-Meisterschaft der Frauen 1934/35 war die zweite vom Deutschen Reichsausschuss für Leibesübungen (DRL) organisierte deutsche Feldhandball-Meisterschaft der Frauen. Die diesjährige Meisterschaft fand erneut im K.-o.-System zwischen den Meistern der 16 Gauligen statt. In einer Neuauflage des letztjährigen Finales setzte sich der Titelverteidiger Eimsbütteler TV im Finale am 16. Juni 1935 gegen den VfR Mannheim mit 4:2 durch und wurde zum zweiten Mal Deutscher Handballmeister der Frauen.

## Teilnehmer an der Endrunde
| Verein                        | Qualifiziert als                           |
| ----------------------------- | ------------------------------------------ |
| SV Prussia-Samland Königsberg | Meister der Gauliga I Ostpreußen           |
| SC Hansa Kolberg              | Meister der Gauliga II Pommern             |
| SC Charlottenburg             | Meister der Gauliga III Berlin-Brandenburg |
| SV Stabelwitz Breslau         | Meister der Gauliga IV Schlesien           |
| SV Fortuna Leipzig            | Meister der Gauliga V Sachsen              |
| Magdeburger Frauen-SC         | Meister der Gauliga VI Mitte               |
| Eimsbütteler TV               | Meister der Gauliga VII Nordmark           |
| Harburger TB 1865             | Meister der Gauliga VIII Niedersachsen     |
| Sportfreunde 95 Dortmund      | Meister der Gauliga IX Westfalen           |
| VfL 07 Lennep                 | Meister der Gauliga X Niederrhein          |
| Kölner BC 01                  | Meister der Gauliga XI Mittelrhein         |
| CT Hessen-Preußen Kassel      | Meister der Gauliga XII Hessen             |
| SG Eintracht Frankfurt        | Meister der Gauliga XIII Südwest           |
| VfR Mannheim                  | Meister der Gauliga XIV Baden              |
| nicht überliefert             | Meister der Gauliga XV Württemberg         |
| SpVgg Fürth                   | Meister der Gauliga XVI Bayern             |

## Ausscheidungsrunde
|                               | Ergebnis |                       |
| ----------------------------- | -------- | --------------------- |
| Eimsbütteler TV               | 5:2      | Harburger TB 1865     |
| SV Prussia-Samland Königsberg | 6:2      | SV Stabelwitz Breslau |
| SC Hansa Kolberg              | 1:6      | SC Charlottenburg     |
| CT Hessen-Preußen Kassel      | 0:5      | SV Fortuna Leipzig    |
| Sportfreunde 95 Dortmund      | 2:6      | Magdeburger Frauen-SC |
| VfL 07 Lennep                 | 2:7      | Kölner BC 01          |
| SG Eintracht Frankfurt        | 5:2      | SpVgg Fürth           |
| VfR Mannheim                  | ?:? a    | nicht überliefert     |

## Zwischenrunde
|                       | Ergebnis |                               |
| --------------------- | -------- | ----------------------------- |
| Magdeburger Frauen-SC | 00:8     | Eimsbütteler TV               |
| SV Fortuna Leipzig    | 04:2     | SG Eintracht Frankfurt        |
| VfR Mannheim          | 05:1     | Kölner BC 01                  |
| SC Charlottenburg     | 11:0     | SV Prussia-Samland Königsberg |

## Halbfinale
|                 | Ergebnis |                    |
| --------------- | -------- | ------------------ |
| Eimsbütteler TV | 2:0      | SV Fortuna Leipzig |
| VfR Mannheim    | 6:4      | SC Charlottenburg  |

## Finale
| Datum         |                 | Ergebnis | !Ort                     |
| ------------- | --------------- | -------- | ------------------------ |
| 16. Juni 1935 | Eimsbütteler TV | 4:2      | VfR Mannheim \|\|Hamburg |